# Edu Coimbra
Edu Coimbra (født 5. februar 1947) er en brasiliansk fodboldspiller.

## Brasiliens fodboldlandshold
| Brasiliens landshold | Brasiliens landshold | Brasiliens landshold |
| År                   | Kmp                  | Mål                  |
| -------------------- | -------------------- | -------------------- |
| 1967                 | 2                    | 0                    |
| Total                | 2                    | 0                    |